# Niederhergheim
Niederhergheim là một xã ở tỉnh Haut-Rhin trong vùng Grand Est ở đông bắc Pháp. Xã này có diện tích 12,51 km², dân số năm 1999 là 988 người. Khu vực này có độ cao 200 mét trên mực nước biển.